# مادغر غوميز
مادغر أنطونيو غوميز أجو (1 فبراير 1997) هو لاعب كرة قدم إسباني، لعب سابقاً في نادي فرسان هسبانيا، مثل منتخب إسبانيا تحت 18 عاماً.

## روابط خارجية
- مادغر غوميز على موقع Soccerbase.com (لاعب) (الإنجليزية)
- مادغر غوميز على موقع Soccerway.com (الإنجليزية)